# Chrobry Głogów
El Chrobry Głogów es un equipo de fútbol polaco de la ciudad de Głogów, en el voivodato de Baja Silesia. Actualmente juega en la I liga, la segunda categoría del país.

## Historia
La historia del fútbol en Głogów comienza en 1946, cuando se comenzó a crear un equipo de fútbol bautizado como Głogowski Sports Club "Energia". El 17 de enero de 1957, los tres clubes de la ciudad (el Gwardia, el Esparta y el Energia) se fusionaron para crear un único equipo: el MZKS Chrobry Głogów y su nombre es por Boleslao el Grande (en polaco: Bolesław I Chrobry), que gobernó Polonia del 992 al 1025.
En los sesenta años de historia del club, destaca su llegada a semifinales en la Copa de Polonia en el año 1979, donde cayó ante el Legia de Varsovia por 4 a 0. También obtuvo varios ascensos a la I Liga, antes de caer a las categorías inferiores. En la temporada 2013-14, consiguió el ascenso de nuevo a la I Liga.